# Ackerman (Mississippi)
Ackerman ist eine Town und gleichzeitig Verwaltungssitz (County Seat) des Choctaw County im US-amerikanischen Bundesstaat Mississippi. Das U.S. Census Bureau hat bei der Volkszählung 2020 eine Einwohnerzahl von 1594 ermittelt.

## Geschichte
Als im Jahre 1885 die von Nordosten nach Südwesten verlaufende Strecke der Illinois Central Railroad (IC) zwischen Aberdeen und Kosciusko fertiggestellt wurde und südlich des heutigen Stadtgebiets verlief, wurde auch Ackerman gegründet. Die Stadt wurde nach einem Angestellten der IC benannt. Zwei Jahre später wurde ein Gerichtsgebäude erbaut und die Stadt wurde zum zweiten Verwaltungssitz des Choctaw Countys ernannt.
Die Bevölkerungszahlen in Ackerman stiegen schnell an, vor allem durch den Zuzug von Menschen aus Chester. Schon bald überholte Ackerman die Stadt French Camp und wurde zur größten Stadt im County. Der Bau der Nord-Süd-Hauptstrecke der Mobile, Jackson & Kansas City Railroad (ab 1917 Gulf, Mobile and Northern Railroad), die in Ackerman die bestehende IC-Strecke kreuzte, beschleunigte in den ersten Jahren des 20. Jahrhunderts das Wachstum.

## Söhne und Töchter der Stadt
- Doyle Blackwood (1911–1974) und James Blackwood (1914–2002), Musiker der Blackwood Brothers
- James P. Coleman (1914–1991), Politiker, 1956 bis 1960 Gouverneur des Bundesstaats Mississippi
- Coby Miller (* 1976), Leichtathlet